# Apithecia viridata
Apithecia viridata là một loài bướm đêm trong họ Geometridae.

## Hình ảnh

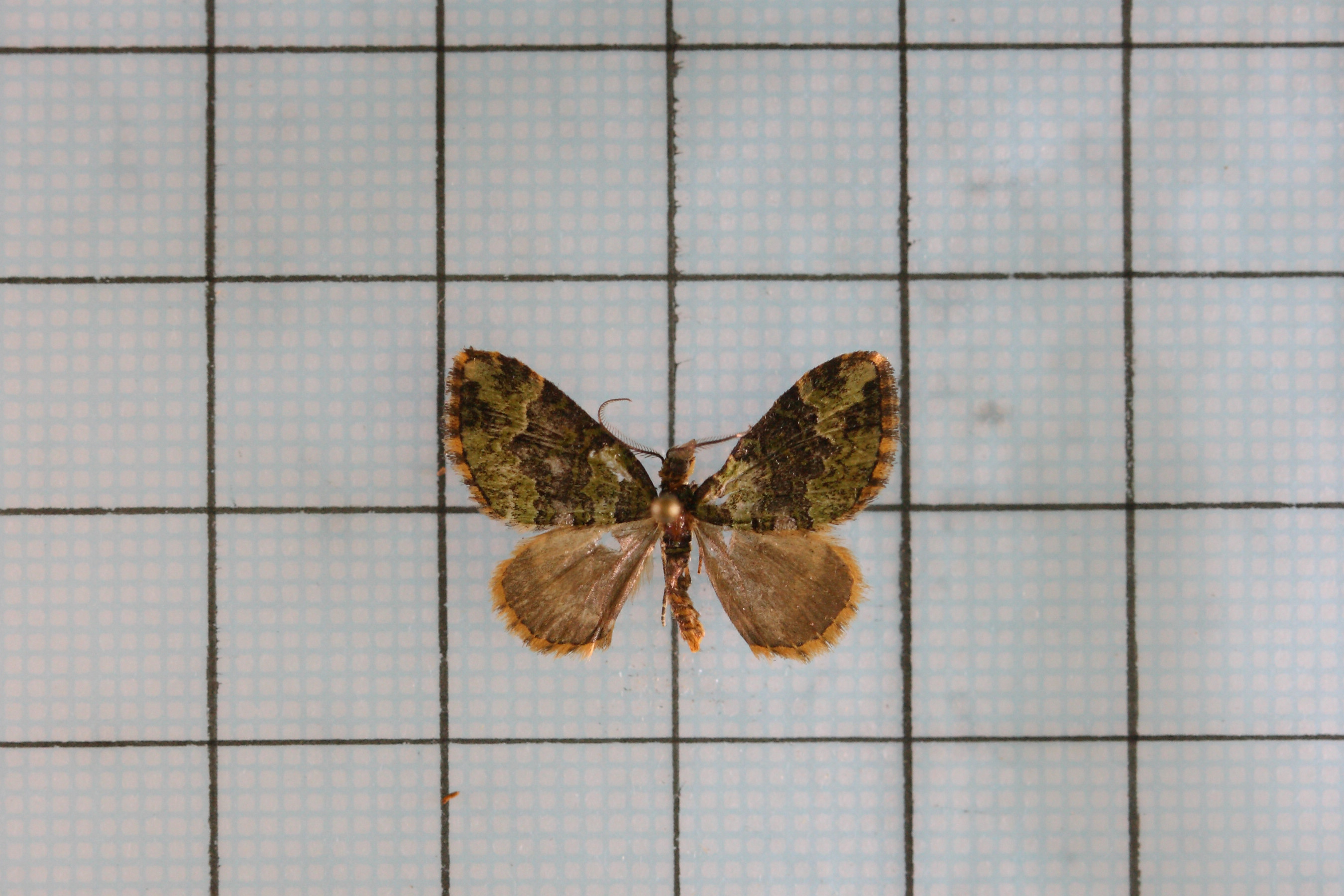
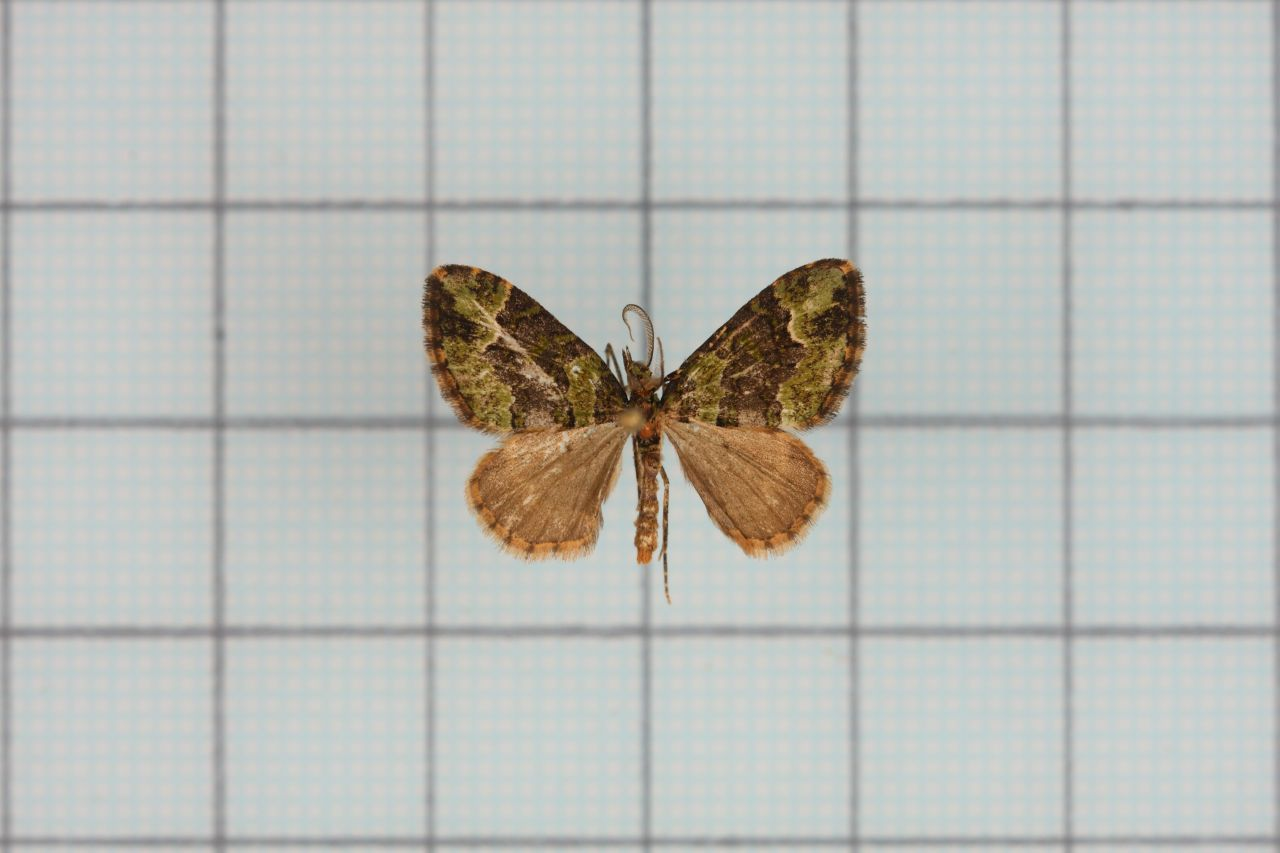